# Знахідний відмінок
Знахідний відмінок, або акузати́в (лат. accusativus; від accuso — «звинувачую») — непрямий відмінок, який відповідає на запитання «кого?», «що?».
Виражає об'єкт, що зазнає прямої дії з боку суб'єкта: Козак знайшов свого коня. Програміст має скласти програму.
У мовах номінативного ладу знахідний відмінок використовується для позначення пацієнса, в ергативних мовах у цій ролі виступає абсолютив.

## Знахідний відмінок в українській мові
У «Граматіці словенскій» Лаврентія Зізанія знахідний відмінок відомий як винителный падежь. Той же термін прийнятий у «Граматиці слов'янській» Мелетія Смотрицького; автор так тлумачить його значення: винителный єстъ/ имже кого повинна творимъ: якѡ человѣка.

### Історія
У праслов'янський і давньоруській мовах було до 9 типів відмінювання, які визначалися не родом і закінченнями, як у сучасній мові, а тематичними голосними ранньопраслов'янських основ — так званими детермінативами (до останніх також відносять приголосні звуки основ на приголосний).
У ранній праслов'янській мові форми знахідного відмінка всіх іменників чоловічого і жіночого родів відрізнялися від форм називного своїми закінченнями. Ці флексії (в однині — *-m, у множині — *-ns) успадковані праслов'янською мовою з праіндоєвропейської й ідентичні відмінковим флексіям інших індоєвропейських мов: ранньо-прасл. *vodam («воду») — лат. aquam, ранньо-прасл. *domŭm («дім») — лат. domum. Ще на дуже ранньому етапі розвитку праслов'янської давній прикінцевий * -m перейшов у *-n у межах фонетичного закону (*vodam > *vodan, *domŭm > *domŭn). Надалі, після того як у праслов'янській став діяти «закон відкритого складу», відбулися фонетичні зміни: в іменників з давньою основою на *-ā закінчення (разом з останнім голосним основи) -an (з ранішого -am) перейшло в носовий *ǫ (прасл. *vodǫ), в іменників з основою на *-ŭ втратилася прикінцева приголосна *-n, а голосна основи *-ŭ- перейшла в редукований *ъ. Оскільки зникнення прикінцевого приголосного (*-s) відбулося також і в називному відмінку (*domŭs — з ранішого *domŏs), форми називного і знахідного в іменників з основою на *-ŭ збіглися: прасл. *domъ. Подібним же чином збіглися форми називного і знахідного в іменників основ на *-ŏ: ранньо-прасл. *gordŏ-n < *gordŏ-m («го́род», «огоро́жу», «горо́д», пор. лат. hortum, «горо́д», «сад») > *gordъ, з переходом *ŏ > *ŭ > *ъ; і в іменників основ на *-ĭ: ранньо-прасл. *gostĭ-n < *gostĭ-m («іноземця», «гостя», пор. лат. hostem, «ворога») > *gostь, з переходом ĭ в редукований *ь.
Дещо відмінним було утворення форм знахідного відмінка праслов'янських іменників з основою на *-ū (звук, що надалі перейшов в *y):*bry («брова»), *buky («буква», «книга»), *kerky, *cerky («церква», другий варіант є наслідком другої палаталізації), *ljuby («любов»), *svekry («свекруха»), *koty («якір»), *kry («кров»), *xorǫgy («хоругва», «корогва»). У них основа непрямих відмінків і називного відмінка множини відрізнялася від основи називного відмінка однини сполученням *ъv < *ŭu̯, а знахідний відмінок отримував закінчення *ь: *brъvь, *bukъvь, *cerkъvь, *kotъvь, *krъvь, *ljubъvь, *svekrъvь, *xorǫgъvь. Переважне вживання форм непрямих відмінків привело до того, що вже в праслов'янський період форми називного відмінка стали витіснятися формами знахідного. У сучасній українській за деякими словами цього типу збереглося закінчення «-в», тільки без редукованого [ь] (кров, любов), або новоутворені форми на -ва (брова, буква, кітва, хоругва, церква), в останньому разі в них утворилася нова форма знахідного відмінка (брову, букву) за аналогією з іменниками з основою на *-a.
У множині форми називного і знахідного відмінків збігалися в іменників з основами *-a, *ĭ та *-ū (д.-рус. рыбы, рѫкы, гости, гѫси, цьркъви, хорѫгъви), а також в іменників середнього роду (д.-рус. села, мѣста, словеса, небеса, чудеса). В іменників з іншими основами форми називного і знахідного розрізнювалися. В іменників чоловічого роду на *-ŏ називний відмінок множини чоловічого роду мав закінчення *i (з ранішого *oi̯ відповідно до монофтонгізації дифтонгів). у твердому і м'якому варіантах (д.-рус. городи, ворози, друзи, мѫжи, отьци, краи, у другому і третьому прикладах перехід *g > *z пояснюється ефектом другої палаталізації), знахідний — закінчення *y (з ранньо-прасл. *-ōns) у твердому варіанті (д.-рус. городы, ворогы, другы), і закінчення *ě або *ę у м'якому (д.-рус. отьцѧ, мѫжѧ, краѧ). В іменників з основою на *-ŭ називний множини мав закінчення *-ove (д.-рус. домове, садове, сынове), знахідний (а також називно-знахідний двоїни) — *y < *-ūns (д.-рус. домы, сады, сыны), в іменників з основою на *n називний множини мав закінчення *e (д.-рус. дьне, камене, степене), знахідний — *i (д.-рус. дьни, камени, степени). Надалі, після змішання парадигм різних типів відмінювання, залишилася тільки форма знахідного відмінка, що замінила давні форми називного (суч. укр. городи, вороги, доми, сади, сини, дні, степені), лише у деяких випадках збереглися форми називного (суч. укр. друзі).
Окрім однини і множини, у праслов'янській і давньоруській мовах знахідний відмінок мали і форми двоїни. У цій граматичній категорії форми знахідного відмінка у всіх іменників збігалися з формами називного (д.-рус. очи, уши, рѫцѣ, города, брата, сыны).
Оскільки форми називного і знахідного відмінків не розрізнювалися в більшості іменників, це створювало певні незручності (синтаксичну неоднозначність), адже не можна було відрізнити підмета від додатка. При вільному порядку слів у реченні вирази типу кънѧзь любить братъ і братъ любить кънѧзь могли бути повністю тотожними за сенсом. Це призвело до того, що вже в старослов'янських пам'ятках спостерігають заміну форм знахідного формами родового відмінка. Цей процес дедалі поширювався, надалі форму родового відмінка стали вживати і після прийменників (за друга, за друзів — замість за другъ, за другы). Реліктами давнього вживання знахідного відмінка після прийменників є деякі слова і сталі вирази: заміж, замуж (від д.-рус. за мѫжь — «за чоловіка», «за мужа»), піти в гості (замість *в гостей), постригтися в ченці (замість *в ченців), і навіть балотуватися в депутати (замість *в депутатів). У сучасній українській форми родового відмінка витіснили форми знахідного для істот, а у розмовно-побутовому мовленні — навіть і для неістот. У російській мові форми родового вживаються за знахідний тільки в істот (открыть рот), а поширені сполучення типу налить чаю являють окремий випадок вживання родового як додатка.
В українській мові форми називного і знахідного відмінків середнього роду в усіх числах завжди збігаються. Це є характерною ознакою не тільки слов'янських, але й всіх індоєвропейських мов (наприклад, лат. vasum, «посудина» — vasum, «посудину»).

### Сучасність
Лише деякі слова у сучасній українській мові мають окрему форму знахідного відмінка. До них належать іменники І відміни (воду, жінку, воєводу), а також прикметники жіночого роду, які мають у знахідному однини закінчення -у (< *ǫ < *-an < *-am). В інших випадках, залежно від того, йдеться про назву істоти чи неістоти, знахідний відмінок омонімічний з називним — знахідний неістотний, чи з родовим — знахідний істотний відмінок.
Роль знахідного істотного чоловічого роду ІІ відміни, а також множини всіх відмін грає родовий відмінок (зустріти гостя, любити брата, побачити сестер). В офіційно-діловому стилі мовлення форма знахідного неістотного чоловічого роду ІІ відміни збігається з формою називного (відкрити рот, написати лист, купити олівець). У розмовно-побутовому мовленні трапляється вживання родового відмінка у ролі знахідного неістот (відкрити рота, написати листа, купити олівця).
Головні функції в українській мові — показувати прямий об'єкт, міру і тривалий час. Окреме закінчення має тільки в імен жіночого роду на голосний, в середньому роді збігається з називним, у чоловічому — з родовим.
Приклади:
- квітку
- маму
- Київ
- Василя

## Інші мови

### Знахідний відмінок у латинській мові
Знахідний відмінок (Casus Accusativus) у латинській мові утворюється доданням до основи родового відмінка таких закінчень:
| Відміна | Однина              | Множина                     |
| ------- | ------------------- | --------------------------- |
| I       | fili-am («дочку»)   | silv-ās («ліси»)            |
| II      | fili-um («сина»)    | de-ōs («богів»)             |
| III     | Vener-em («Венеру») | color-es («кольори»)        |
| IV      | port-um («ворота»)  | magistrat-ūs («магістрати») |
| V       | sp-em («надію»)     | r-es («справи», «речі»)     |

Флексія -m має загальноіндоєвропейське походження, флексії знахідного відмінка множини -as, -os, -es, -us сходять до праіндоєвропейського закінчення знахідного множині *-ns.
У середньому роді знахідний відмінок завжди збігається з називним: monstrum («диво», «чудовисько») множина — monstra, exemplar («зразок»), множина exemplaria, gelu («лід»), множина — gelua.

#### Значення
Окрім того ж значення, що і в українській мові, він може виражати:
1. Місце, куди направлена дія (Romam veni — «я прийшов у Рим»).
2. Час (multos annos — «багато років»),

#### Зворот «акузатив з інфінітивом»
Зворот «акузатив з інфінітивом» (Accusativus cum infinitivo) складається з: керуючого слова, як правило дієслова, акузатива та інфінітива.
Перекладається за допомогою введення нового речення зі словами «що», «щоб»: Dicit me insanum esse («Він сказав, що я божевільний»).

#### Подвійний акузатив
Якщо дієслово має значення «зробити», «вибрати», то отримується конструкція з двох слів у знахідному відмінку, вона називається «подвійним знахідним» (accusativus duplex): Populus eum senatorem facit («Народ зробив його сенатором»).
У пасивних реченнях в таких випадках використовуються два слова в називному відмінку: Is senator factus est («Його зробили сенатором», «Він зробився сенатором»).

#### У романських мовах
У більшості сучасних романських мов відмінки відсутні. У тих з них, що зберегли систему відмінювання імен, знахідний збігається з називним (рум. apă — «вода», apă — «воду»).
У старофранцузькій мові іменники мали два відмінки: «прямий» або «підметовий» (cas sujet) і «непрямий» (cas régime). Непрямий без прийменника відповідав знахідному відмінку. Майже всі сучасні форми іменників сходять до старофранцузького непрямого відмінка. У деяких слів форми прямого і непрямого відмінків стали розрізнюватися за значенням (gars — garçon, pâtre — pasteur, sir — sieur і seignor, on — homme, copain — compagnon, cou — col).

### Знахідний відмінок в німецькій мові

#### Приклади
| Рід/Число         | Називний відмінок                | Знахідний відмінок                  |
| ----------------- | -------------------------------- | ----------------------------------- |
| Середній однина   | «Ein Haus ist ein Gebäude»       | «Er sieht ein Haus»                 |
| Жіночий однина    | «Die Lehrerin kauft Blumen»      | «Die Schüler begrüßen die Lehrerin» |
| Чоловічий множина | «Die Äpfel stehen auf dem Tisch» | «Er hat die Äpfel geklaut»          |
| Чоловічий однина  | «Ein Lastwagen ist ein Fahrzeug» | «Er sieht einen Lastwagen».         |

## Інше
- Супін — одна з форм дієслова, використовувана в деяких мовах. У латині й давніх слов'янських мовах він за походженням являє собою знахідний відмінок віддієслівного іменника.